# Білий птах (біплан)

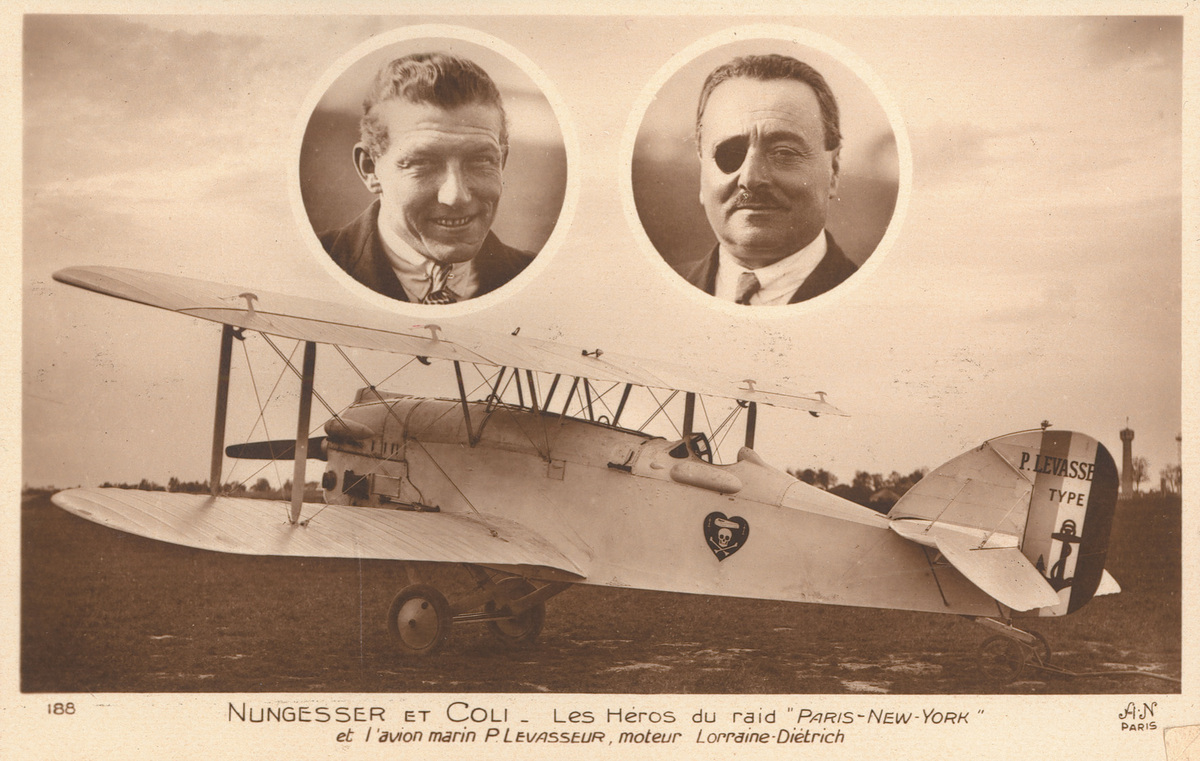
Поштівка із зображенням «Білого птаха»

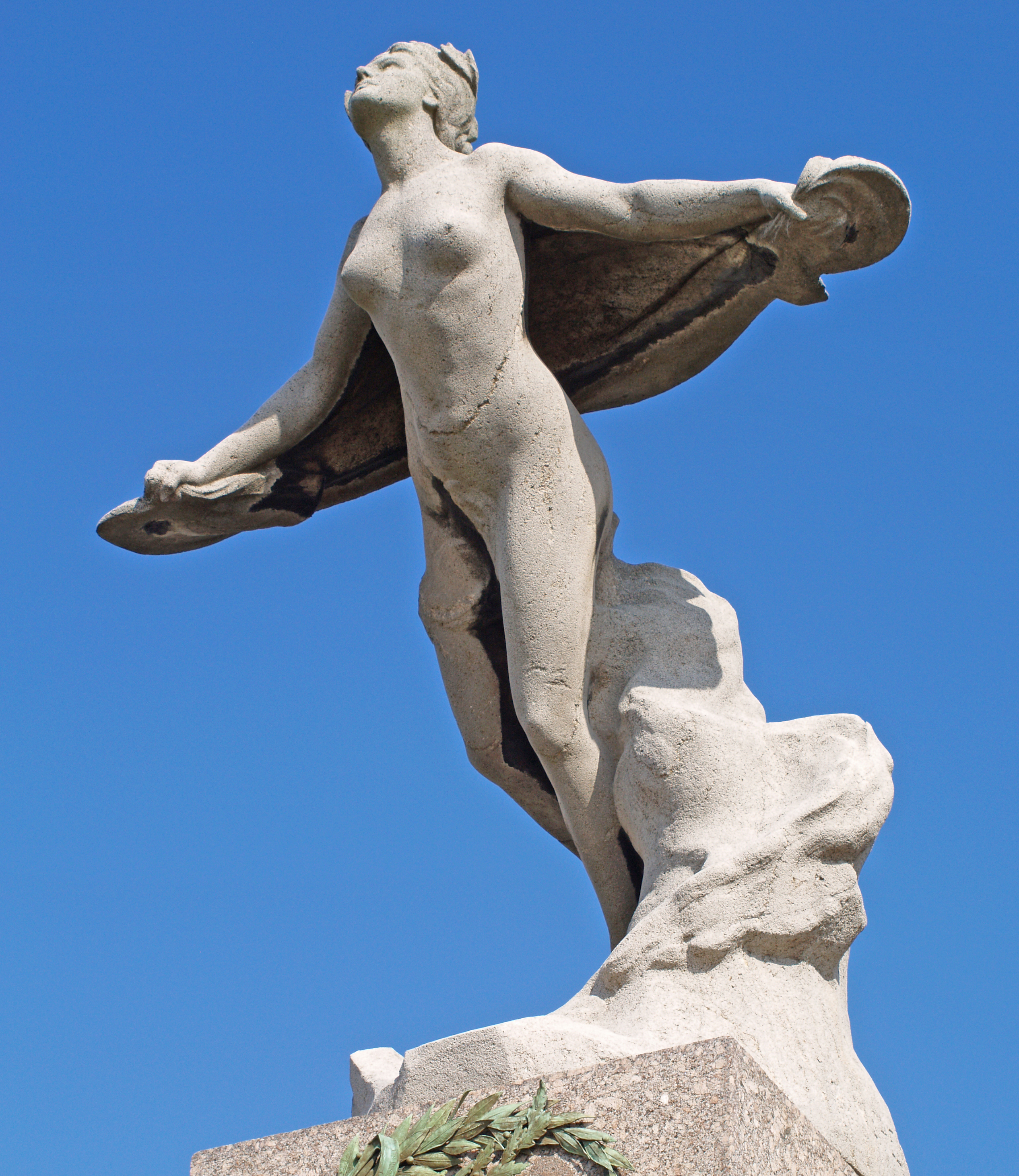
Пам'ятник в аеропорту Ле Бурже на згадку про польоти Чарльза Ліндберга, Шарля Ненжессера та Франсуа Колі

Білий птах (фр. L’Oiseau Blanc, в англомовній літературі англ. The White Dove) — французький біплан, на якому 8 травня 1927 року було здійснено спробу перетнути Атлантичний океан за маршрутом Париж-Нью-Йорк, проте літак пропав безвісти. Пілотами «Білого птаха» під час цього перельоту були ветерани першої світової війни Шарль Ненжессер та Франсуа Колі, які мали намір одержати за успішний переліт Премію Ортейга та 25 000 доларів призової винагороди.
Літак важив бл. 5000 кг й для зменшення його ваги пілоти демонтували все, що на їхню думку могло бути зайвим, зокрема навіть деякі навігаційні прилади та радіопередавач, окрім того вони розробили механізм, за допомогою якого після зльоту літак міг скинути своє шасі, оскільки в Нью-Йорку планувалося приводнення біля статуї Свободи. Шасі «Білого птаха» виставлене з 2008 року в музеї авіації та космонавтики в Ле Бурже.
Зникнення Білого птаха вважається однією з найбільших загадок в історії авіації. За результатами останніх досліджень фахівці вважають, що Білому птахові вдалося долетіти принаймні до Ньюфаундленда, й він розбився на території штату Мен.
На честь літака у Парижі названо одну з вулиць. 1967 року з'явилася пам'ятна поштова марка із зображенням «Білого птаха». Про політ нагадує також пам'ятник в аеропорту Ле Бурже.